# Elia Benamozegh
Elia Benamozegh (geb. 24. April 1823 in Livorno; gest. 6. Februar 1900 ebenda) war ein italienischer Rabbiner, Exeget und Kabbalist aus Livorno marokkanischer Abstammung. Sein philosophisches Œuvre beeinflusste den christlich-jüdischen Dialog in Europa bis in die Neuzeit.

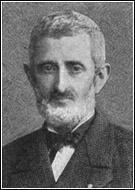
Elia Benamozegh

## Leben
Er wurde 1823 in Livorno als Sohn marokkanisch-jüdischer Eltern aus Fès geboren. Nach dem Tod seines Vaters Avraham wurde er von seinem Onkel, Rabbi Yehuda Coriat, in das Studium des Talmud und der Kabbala eingeführt. Durch diese Studien gelangte er zu der Überzeugung, dass die Kabbala für das Verständnis des Judentums von grundlegender Bedeutung sei.
Er war Rabbiner von Livorno. Er betrachtete sich selbst als treu gegenüber der jüdischen Tradition und war nicht weniger liberal. Nach seinem Tod wurde er in seiner Geburtsstadt auf dem Friedhof in der Viale Ippolito Nievo beigesetzt.

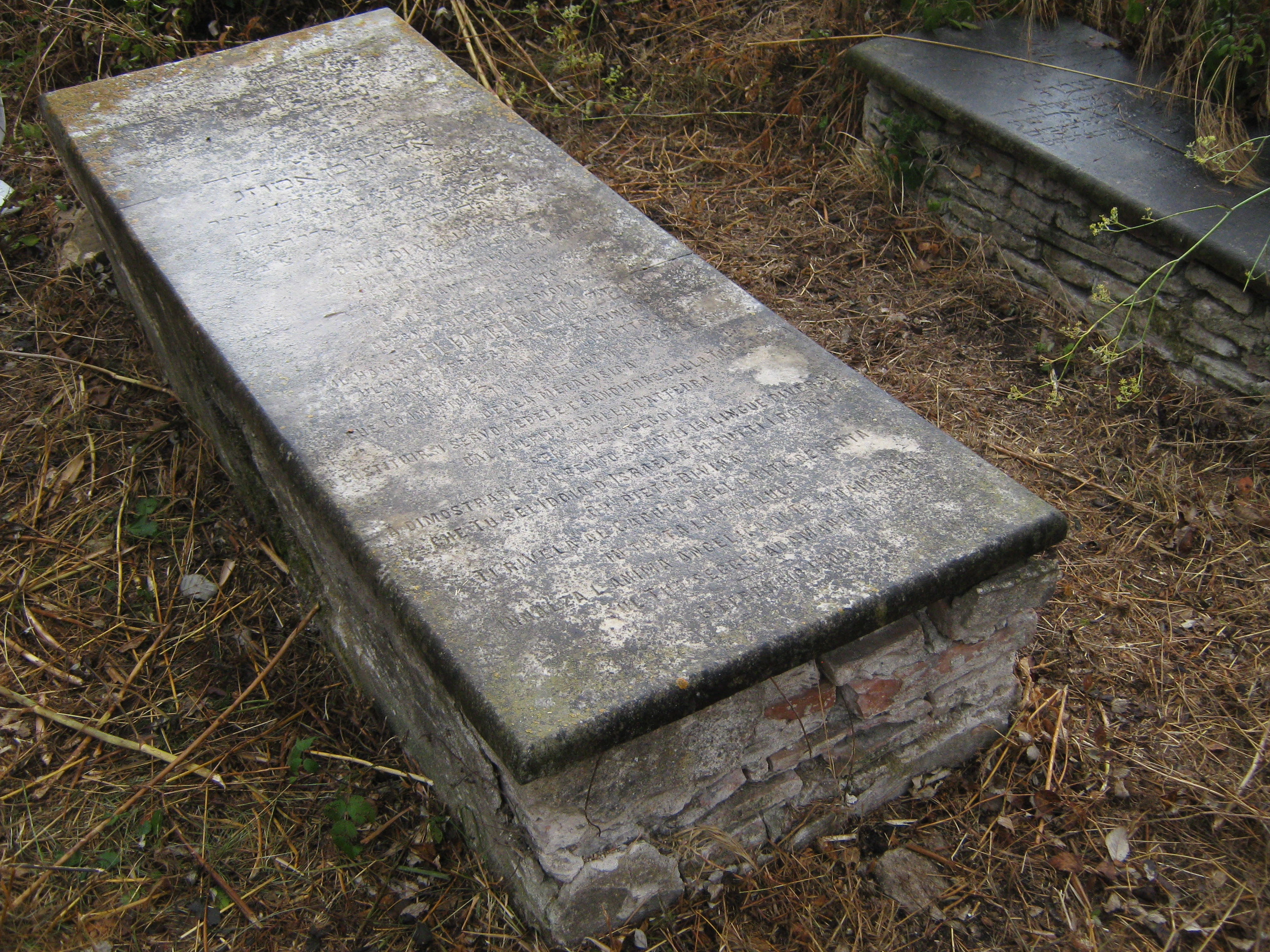
Grabmal von Elia Benamozegh in Livorno

Benamozegh war ein produktiver Schriftsteller und grenzüberschreitender Denker, der in regem Austausch mit religiösen und intellektuellen Persönlichkeiten in Frankreich, dem Maghreb und dem Nahen Osten stand. Als eine eigenwillige Persönlichkeit, die für den Universalismus des Judentums und für interreligiöses Engagement eintrat, beeinflusste er ein so vielfältiges Spektrum religiöser Denker, das Befürworter des ökumenischen Zweiten Vatikanischen Konzils, amerikanische Evangelisten und rechtsgerichtete Zionisten in Israel einschließt.
Als sein glaubensphilosophisches Hauptwerk gilt Israele e l'umanità (Israel und die Menschheit) (1863 bzw. 1914).
Josué Jéhouda schrieb ein Vorwort zu seinem Morale juive et morale chrétienne (Jüdische Moral und christliche Moral).
Der 10. Abschnitt des Buches Voices in Exile: A Study in Sephardic Intellectual History (Stimmen im Exil: Eine Studie zur sephardischen Geistesgeschichte) von Marc D. Angel ist der sephardischen Haskala gewidmet, in der er eine wichtige Rolle spielte.

## Schriften (Auswahl)
Vgl. den Abschnitt in der italienischsprachigen Wikipedia.
- Scritti scelti [Ausgewählte Schriften], hg. A. S. Toaff, Rom 1955.

- Jüdische Moral und christliche Moral (1867)
- Israel und die Menschheit (1914)